# Dichecephala nasalis
Dichecephala nasalis är en skalbaggsart som beskrevs av Karsch 1882. Dichecephala nasalis ingår i släktet Dichecephala och familjen Melolonthidae. Inga underarter finns listade i Catalogue of Life.